# Revest-du-Bion
Revest-du-Bion é uma comuna francesa na região administrativa da Provença-Alpes-Costa Azul, no departamento dos Alpes da Alta Provença. Estende-se por uma área de 43,45 km². Em 2010 a comuna tinha 556 habitantes (densidade: 12,8 hab./km²).